# Eupheme (najad)
Euphêmê (grek. Ευφημη) var en najadnymf i grekisk mytologi. Hon bodde i en källa vid berget Helikon i Boiotien (centrala Grekland) och var möjligtvis dotter till flodguden Termessos. Namnet Eupheme betyder 'den vältaliga'.
Hon var amma till gudinnan Mousai. Hon var förmodligen en av de najader som hörde till den Helikoniska källan och sades inspirera de poeter som drack av vattnet. Eupheme var älskad av guden Pan och de fick sonen Krotos som sedan blev nära följeslagare till de nio muserna.